# Harririvier (Lainio)
De Harririvier (Harrijoki) is een rivier die stroomt in de Zweedse  gemeente Kiruna. De rivier start op de hellingen van de heuvel Harrivaara en stroomt naar het oosten. Ze is ongeveer bijna 10 kilometer lang. De rivier heeft een klein verbindingsriviertje met de Verkasrivier
Afwatering: Harririvier → Lainiorivier → Torne → Botnische Golf